# Beneficjum
Beneficjum (łac. beneficium, „dobrodziejstwo, uposażenie”) – pierwotnie określenie dotyczyło dóbr ziemskich przydzielonych osobie za wykonywanie powierzonych obowiązków. W następstwie zaczęto tak nazywać nadanie gruntu wasalowi przez seniora, czasowe albo dożywotnie, jako honorowe wynagrodzenie albo w zamian za służbę wasalną, później dziedziczne. Z czasem termin zaczął metonimicznie oznaczać sprawowany urząd i dochody z nim związane.
W terminologii kościelnej i prawie kanonicznym dotyczyło dochodów związanych z konkretnym probostwem czy kapelanią. 